# Allobrogové

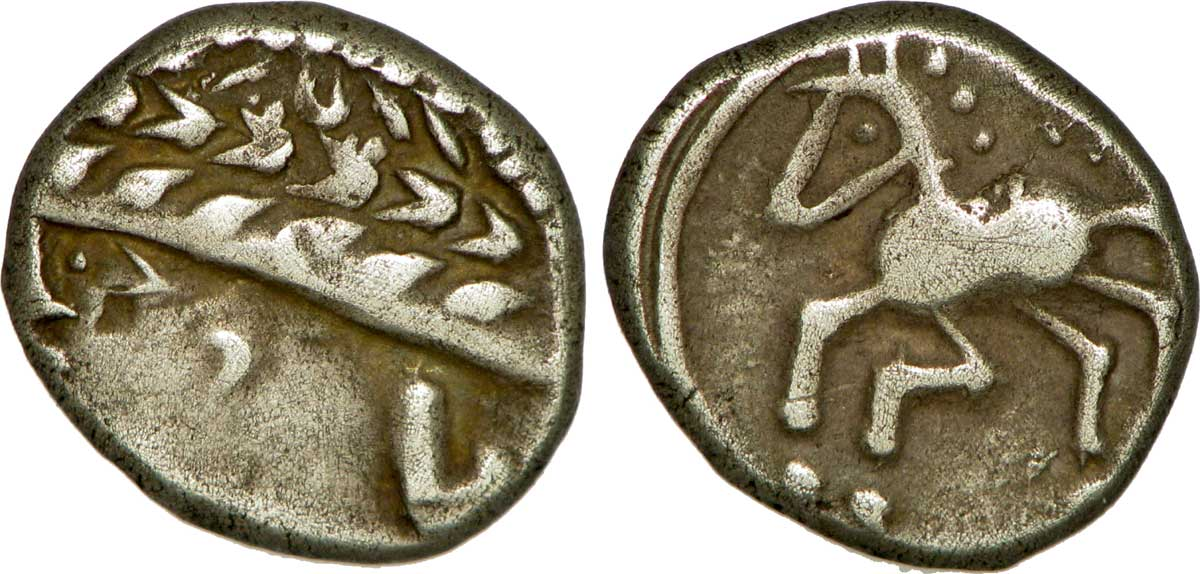
Denár s cválajícím koněm a "caduceem" ražený Allobrogy (oblast Dauphiné). Datace: 1. století př. n. l.

Allobrogové byl keltský galský kmen. V porovnání s ostatními keltskými kmeny byl středně velký. Allobrogové byli spojenci důležitého keltského kmene Arvernů.
Allobrogové žili na jihu Francie v okolí dnešního města Vienne, kde se v té době nacházelo oppidum tohoto kmene s názvem Vienna.
V roce 122 př. n. l. došlo k bitvě s Římany, kteří Allobrogy porazili a ti tak přišli tak o část svého kmenového území.
V roce 47 př. n. l. Viennu dobyli Římané pod vedením Julia Caesara. Allobrogové však Římany vytlačili a ti založili v roce 43 př. n. l. nedaleko odtud město Lugdunum (dnešní Lyon).